# Искусственные источники света
Искусственные источники света — технические устройства различной конструкции и с различными способами преобразования энергии, основным назначением которых является получение светового излучения (как видимого, так и с различной длиной волны, например, инфракрасного). В источниках света используется в основном электроэнергия, но также иногда применяется химическая энергия и другие способы генерации света (например, триболюминесценция, радиолюминесценция и др.).
В отличие от искусственных источников света, естественные источники света представляют собой природные материальные объекты: Солнце, Полярные сияния, светлячки, молнии и проч.
Несоответствие спектра искусственного источника света спектру естественного может негативно влиять на здоровье людей

## История развития искусственных источников света

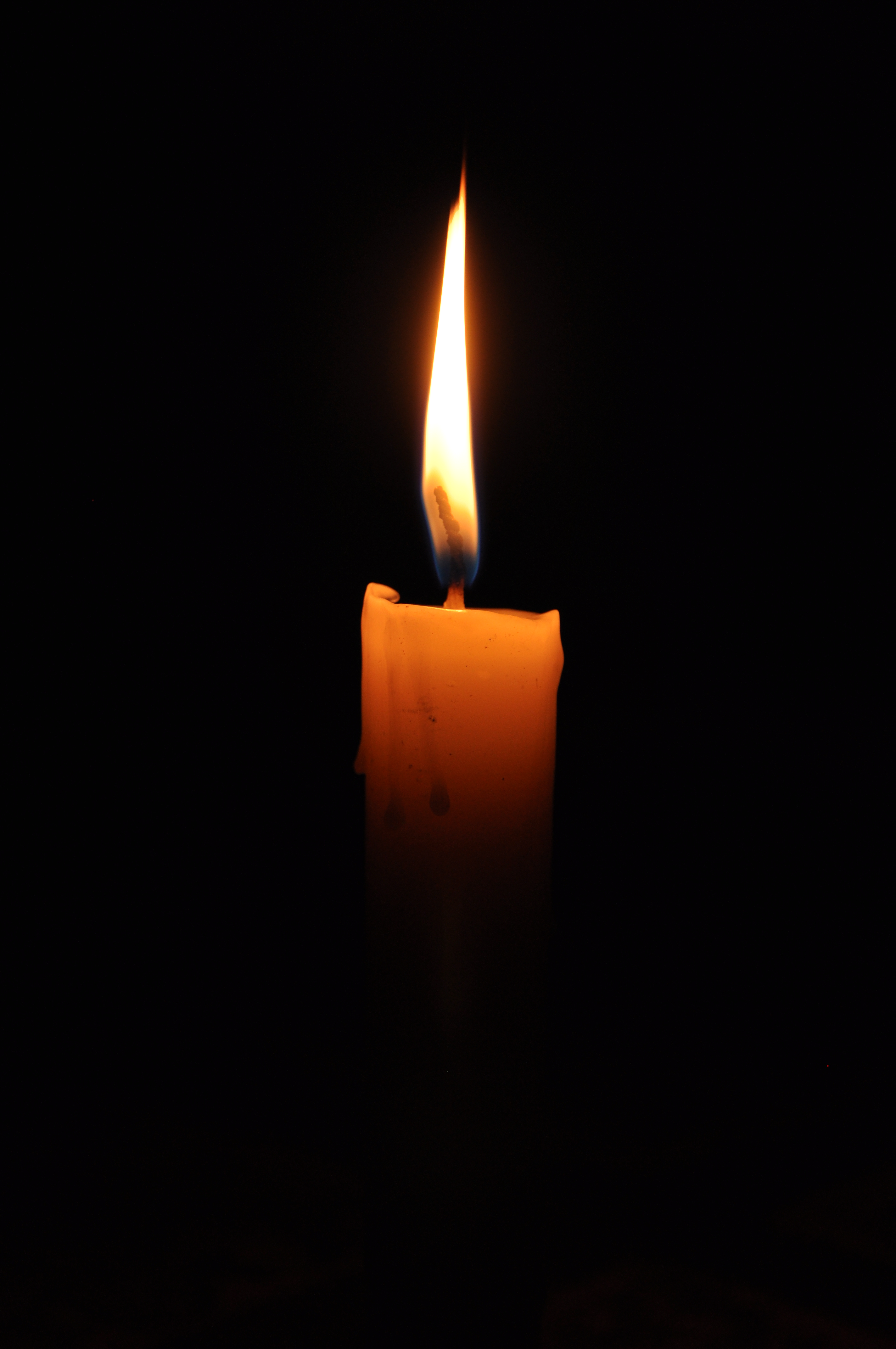
Свеча

### Древнее время — свечи, лучины и лампады
Самым первым из используемых людьми в своей деятельности источником света был огонь (пламя) костра. С течением времени и ростом опыта сжигания различных горючих материалов люди обнаружили, что большее количество света может быть получено при сжигании каких-либо смолистых пород дерева, природных смол, масел и воска. С точки зрения химических свойств подобные материалы содержат больший процент углерода по массе и при сгорании сажистые частицы углерода сильно раскаляются в пламени и излучают свет. В дальнейшем при развитии технологий обработки металлов развитие способов быстрого зажигания с помощью огнива позволило создать и в значительной степени усовершенствовать первые независимые источники света, которые можно было устанавливать в любом пространственном положении, переносить и перезаряжать горючим. Также определенный прогресс в переработке нефти, восков, жиров и масел и некоторых природных смол позволил выделять необходимые топливные фракции: очищенный воск, парафин, стеарин, пальмитин, керосин и т. п. Такими источниками стали прежде всего свечи, факелы, масляные, а позже нефтяные лампы и фонари. С точки зрения автономности и удобства, источники света, использующие энергию сгорания топлива, очень удобны, но с точки зрения пожаробезопасности (открытое пламя), выделений продуктов неполного сгорания (сажа, пары топлива, угарный газ) представляют известную опасность как источник возгорания. История знает великое множество примеров возникновения больших пожаров, причиной которых были масляные лампы и фонари, свечи и пр.

### Газовые фонари

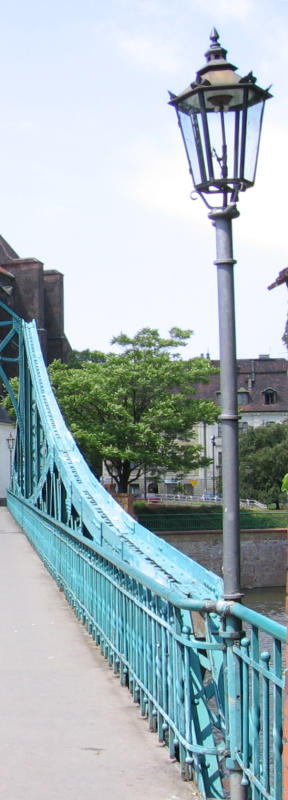
Газовый фонарь во Вроцлаве (Польша)

Дальнейший прогресс и развитие знаний в области химии, физики и материаловедения позволили людям использовать также и различные горючие газы, отдающие при сгорании большее количество света. Газовое освещение было достаточно широко развито в Англии и ряде европейских стран. Особым удобством газового освещения было то, что появилась возможность освещения больших площадей в городах, зданий и др. за счёт того, что газы очень удобно и быстро можно было доставить из центрального хранилища (баллонов) с помощью прорезиненных рукавов (шлангов) либо стальных или медных трубопроводов, а также легко отсекать поток газа от горелки простым поворотом запорного крана. Важнейшим газом для организации городского газового освещения стал так называемый «светильный газ», производившийся с помощью пиролиза жира морских животных (китов, дельфинов, тюленей и др.), а несколько позже производившийся в больших количествах из каменного угля при коксовании последнего на газосветильных заводах.
Одним из важнейших компонентов светильного газа, который давал наибольшее количество света, был бензол, открытый в светильном газе М. Фарадеем. Другим газом, который нашёл значительное применение в газосветильной промышленности, был ацетилен, но ввиду его значительной склонности к возгоранию при относительно низких температурах и большим концентрационным пределам воспламенения он не нашёл широкого применения в уличном освещении и применялся в шахтерских и велосипедных «карбидных» фонарях. Другой причиной, затруднившей применение ацетилена в области газового освещения, была его исключительная дороговизна в сравнении со светильным газом.
Параллельно с развитием применения самых разнообразных топлив в химических источниках света совершенствовалась их конструкция и наиболее выгодный способ сжигания (регулирование притока воздуха), а также конструкция и материалы для усиления отдачи света и питания (фитили, газокалильные колпачки и др.). Вместо недолговечных фитилей из растительных материалов (пенька) стали применять пропитку растительных фитилей борной кислотой и волокна асбеста, а с открытием минерала монацита обнаружили его замечательное свойство при накаливании очень ярко светиться и способствовать полноте сгорания светильного газа. В целях повышения безопасности использования рабочее пламя стали ограждать металлическими сетками и стеклянными колпаками различной формы.

### Появление электрических источников света
Дальнейший прогресс в области изобретения и конструирования источников света в значительной степени был связан с открытием электричества и изобретением источников тока. На этом этапе научно-технического прогресса стало совершенно очевидно, что необходимо для увеличения яркости источников света увеличить температуру области, излучающей свет. Если в случае применения реакций горения разнообразных топлив на воздухе температура продуктов сгорания достигает 1500—2300 °C, то при использовании электричества температура может быть ещё значительно увеличена. При нагревании электрическим током различных токопроводящих материалов с высокой температурой плавления они излучают видимый свет и могут служить в качестве источников света той или иной интенсивности. В качестве таких материалов были предложены: графит (угольная нить), платина, вольфрам, молибден, рений и их сплавы. Для увеличения долговечности электрических источников света их рабочие тела (спирали и нити) стали размещать в специальных стеклянных баллонах (лампах), вакуумированных или заполненных инертными либо неактивными газами (водород, азот, аргон и др.). При выборе рабочего материала конструкторы ламп руководствовались максимальной рабочей температурой нагреваемой спирали, и основное предпочтение было отдано углероду (лампа Лодыгина, 1873 год) и в дальнейшем — вольфраму. Вольфрам и его сплавы с рением и по настоящее время являются наиболее широко применяемыми материалами для изготовления электрических ламп накаливания, так как в наилучших условиях они способны быть нагреты до температур в 2800—3200 °C. Параллельно с работой над лампами накаливания в эпоху открытия и использования электричества также были начаты и значительно развиты работы по электродуговым источником света (свеча Яблочкова) и по источникам света на основе тлеющего разряда. Электродуговые источники света позволили реализовать возможность получения колоссальных по мощности потоков света (сотни тысяч и миллионы кандел), а источники света на основе тлеющего разряда — необычайно высокую экономичность. В настоящее время наиболее совершенные источники света на основе электрической дуги — криптоновые, ксеноновые и ртутные лампы, а на основе тлеющего разряда — в инертных газах (гелий, неон, аргон, криптон и ксенон) с парами ртути и другие. Наиболее мощными и яркими источниками света в настоящее время являются лазеры. Очень мощными источниками света также являются разнообразные пиротехнические осветительные составы, применяемые для фотосъемки, освещения больших площадей в военном деле (фотоавиабомбы, осветительные ракеты и осветительные бомбы).

## Типы источников света

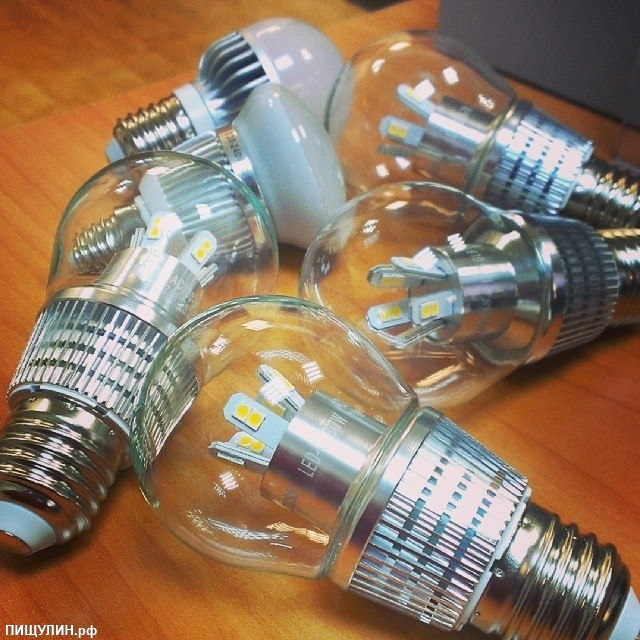
Электролюминесцентные типы источников света (в полупроводниках)

Для получения света могут быть использованы различные формы энергии, и в связи с этим можно указать на основные виды (по утилизации энергии) источников света.
- Электрические: Электрический нагрев тел каления или плазмы. Джоулево тепло, вихревые токи, потоки электронов или ионов.
- Ядерные: распад изотопов или деление ядер.
- Химические: горение (окисление) топлив и нагрев продуктов сгорания или тел каления.
- Электролюминесцентные: непосредственное преобразование электрической энергии в световую (минуя преобразование энергии в тепловую) в полупроводниках (светодиоды, лазерные светодиоды) или люминофорах, преобразующих в свет энергию переменного электрического поля (с частотой обычно от нескольких сотен Герц до нескольких Килогерц) либо преобразующих в свет энергию потока электронов (катодно-люминесцентные)
- Биолюминесцентные: бактериальные источники света в живой природе.

## Применение источников света
Источники света востребованы во всех областях человеческой деятельности — в быту, на производстве, в научных исследованиях и т. п.
В зависимости от той или иной области применения к источникам света предъявляются самые разные технические, эстетические и экономические требования, и подчас отдается предпочтение тому или иному параметру источника света или сумме этих параметров.

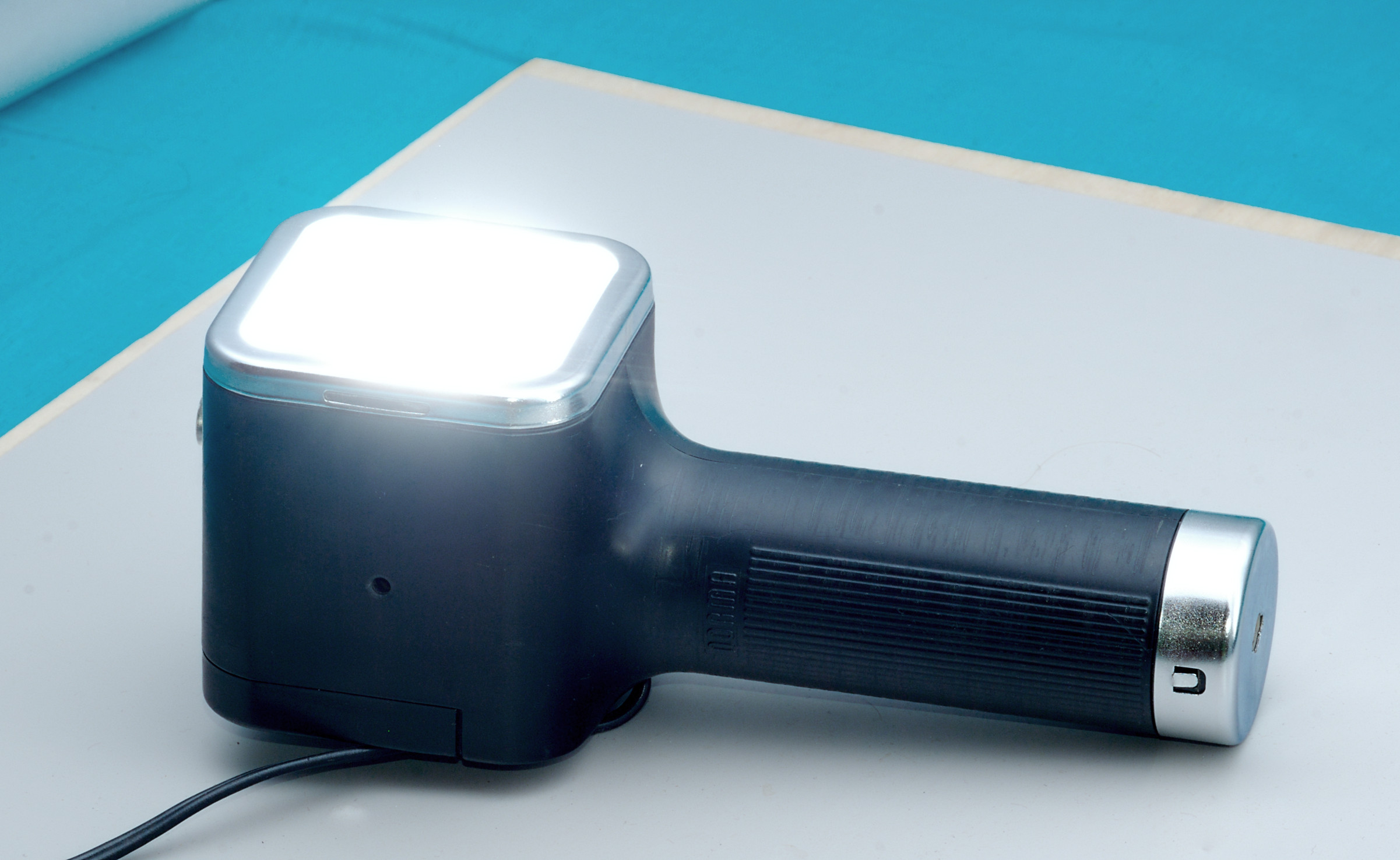
Советская вспышка с фотоловушкой FIL-107
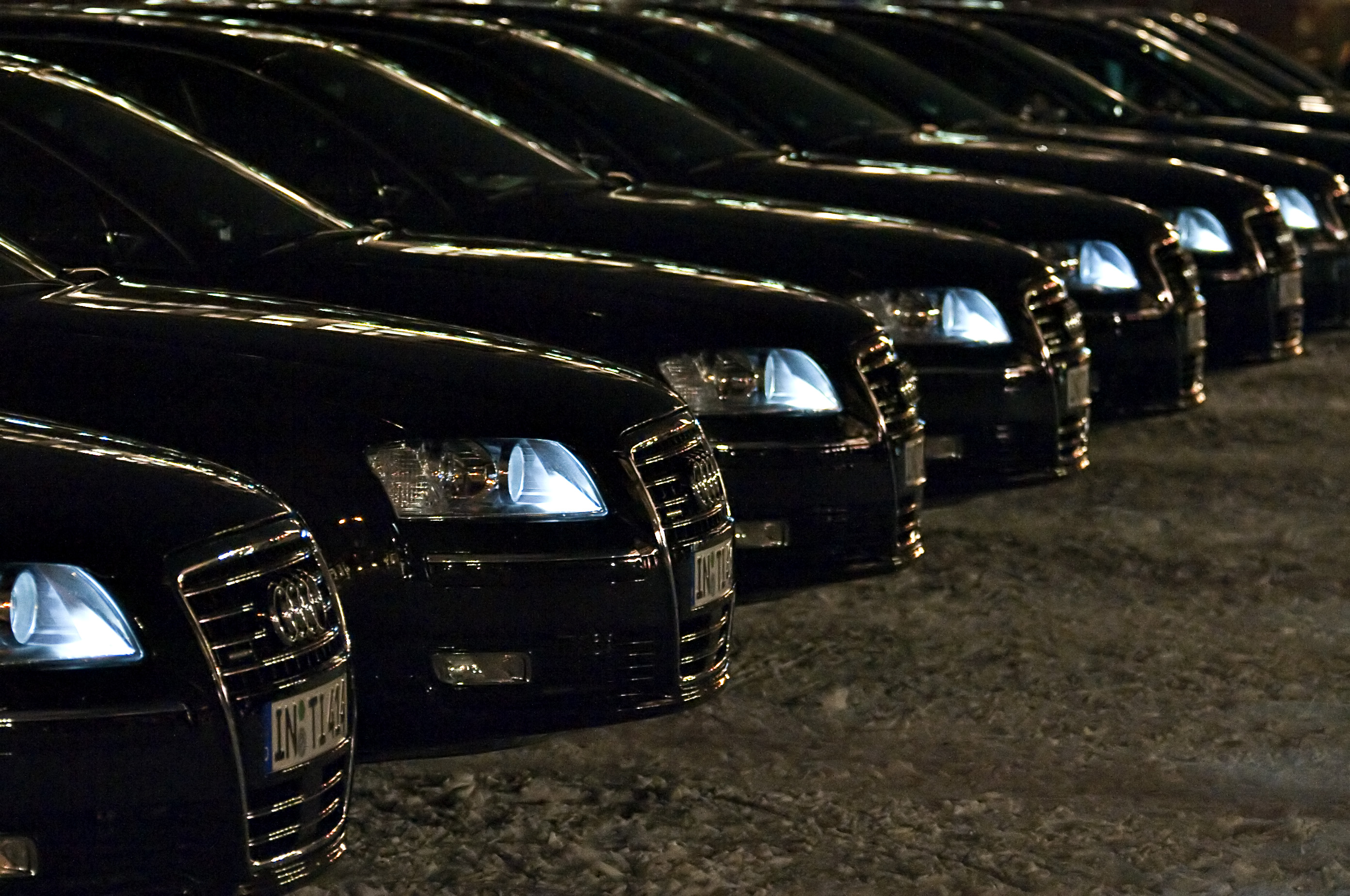
Ксеноновые фары на автомобилях.
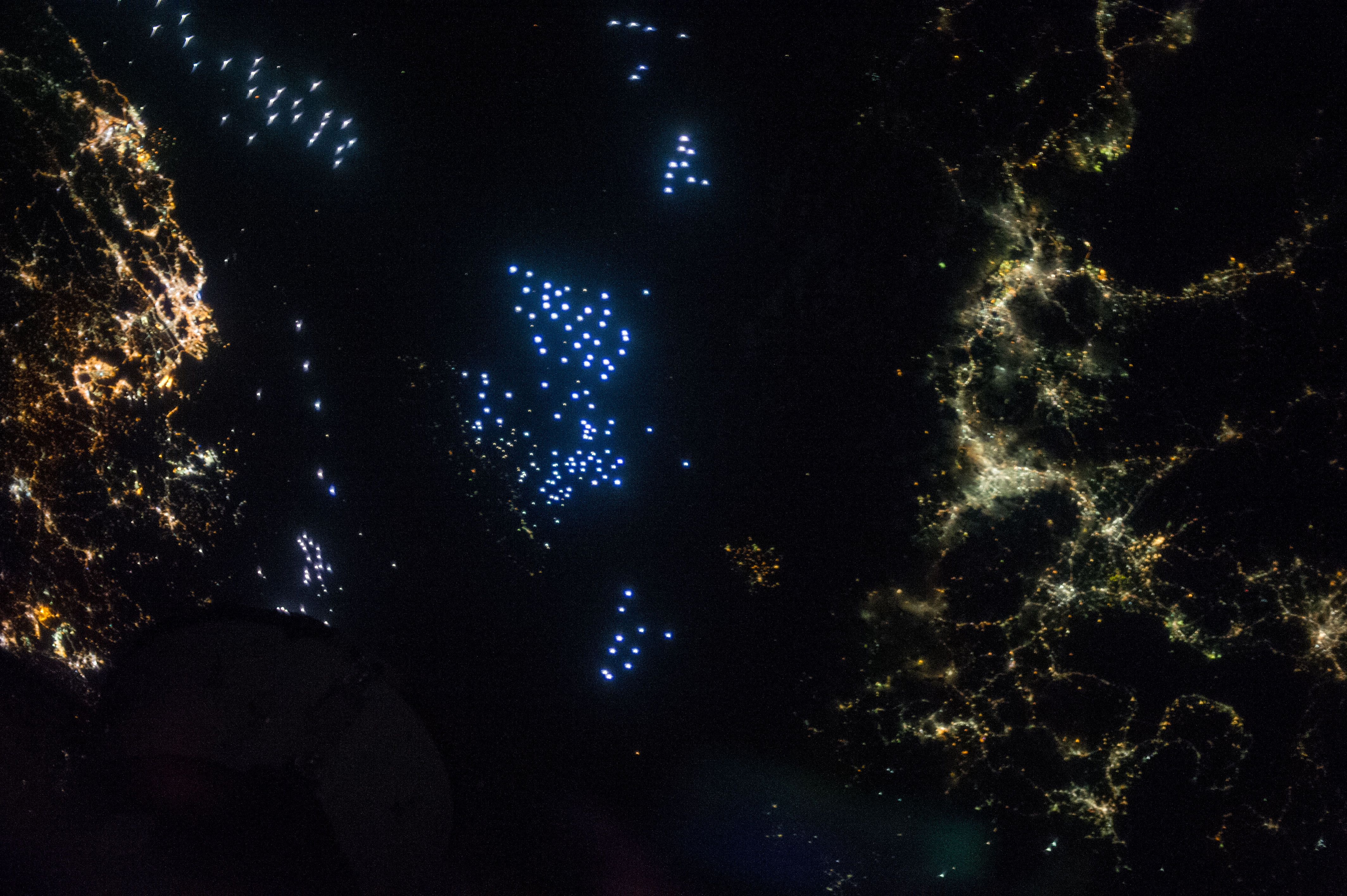
Вид из космоса: рыбаки приманивают тихоокеанских кальмаров ксеноновыми лампами ярко-голубого цвета (в центре) в Цусимском проливе, разделяющем Японию и Южную Корею. Оранжевый оттенок (слева) имеют огни корейских городов, где для освещения улиц используются, как правило, натриевые газоразрядные лампы. В Японии (справа) для освещения применяются чаще ртутные газоразрядные лампы, имеющие зеленоватый оттенок.

## Опасные факторы источников света
Источники света той или иной конституции очень часто сопровождаются наличием опасных факторов, главными из которых являются:
- Открытое пламя.
- Яркое световое излучение, опасное для органов зрения и открытых участков кожи.
- Тепловое излучение и наличие раскаленных рабочих поверхностей, способных привести к ожогу.
- Высокоинтенсивное световое излучение, которое может привести к возгоранию, ожогу и ранению — излучение лазеров, дуговых ламп и др.
- Горючие газы или жидкости.
- Высокое напряжение питания.
- Радиоактивность.

## Типовые параметры некоторых источников света
Сила света типовых источников:
| Источник                                                    | Мощность, Вт | Примерная сила света, кд | Цветовая температура, К | КПД, % | Наработка на отказ, ч |
| ----------------------------------------------------------- | ------------ | ------------------------ | ----------------------- | ------ | --------------------- |
| Свеча                                                       |              | 1                        |                         |        |                       |
| Современная (2006 г.) лампа накаливания                     | 100          | 100                      | 2700                    | 2,5    | 1000                  |
| Обычный светодиод                                           | 0.015        | 0,001                    | 4000                    | 91     | 100 000               |
| Сверхъяркий светодиод                                       | 2,4          | 12                       | 4000                    | 91     | 100 000               |
| Современная (2006 г.) флюоресцентная (люминесцентная) лампа | 20           | 100                      | 6500                    |        | 15 000                |
| Электродуговая ксеноновая лампа                             | до 100 кВт   |                          |                         |        |                       |
| Лампа-вспышка                                               | до 10 кВт    |                          |                         |        |                       |
| Электродуговая ртутная лампа                                | до 300 кВт   |                          | 6500                    |        | 12 000                |
| Ядерный взрыв (20 Кт)                                       | 2,1⋅1021     |                          |                         |        |                       |
| Термоядерный взрыв (50 Мт)                                  | 5,3⋅1024     |                          |                         |        |                       |
| Первый рубиновый лазер                                      |              |                          |                         | 0,1    |                       |

| Категория            | тип                                     | Световая отдача(Люмен/Ватт)              | КПД%      |
| -------------------- | --------------------------------------- | ---------------------------------------- | --------- |
| На основе горения    | Свеча                                   | 0.3                                      | 0.04 %    |
| На основе горения    | газовая горелка                         | 2                                        | 0.3 %     |
| Лампа накаливания    | 5 Вт лампа накаливания (120 В)          | 5                                        | 0.7 %     |
| Лампа накаливания    | 40 Вт лампа накаливания (120 В)         | 12.6                                     | 1.9 %     |
| Лампа накаливания    | 100 Вт лампа накаливания (120 В)        | 16.8                                     | 2.5 %     |
| Лампа накаливания    | 100 Вт лампа накаливания (220 В)        | 13.8                                     | 2.0 %     |
| Лампа накаливания    | 100 Вт галогенная лампа (220 В)         | 16.7                                     | 2.4 %     |
| Лампа накаливания    | 2.6 Вт галогенная лампа (5.2 В)         | 19.2                                     | 2.8 %     |
| Лампа накаливания    | Кварцевая галогенная лампа (12-24 В)    | 24                                       | 3.5 %     |
| Лампа накаливания    | Высокотемпературная лампа               | 35                                       | 5.1 %     |
| Люминесцентная лампа | 5-24 Вт компактная флюоресцентная       | 45-60                                    | 6.6-8.8 % |
| Люминесцентная лампа | T12 линейная, с магнитным балластом     | 60                                       | 9 %       |
| Люминесцентная лампа | T8 линейная, с электронным балластом    | 80-100                                   | 12-15 %   |
| Люминесцентная лампа | T5 линейная                             | 70-100                                   | 10-15 %   |
| Светодиод            | белый светодиод                         | 10 — 97                                  | 1.5-13 %  |
| Светодиод            | белый OLED                              | 102                                      | 15 %      |
| Светодиод            | Прототип светодиода                     | до 254                                   | до 35 %   |
| Дуговая лампа        | Ксеноновая дуговая лампа                | 30-50                                    | 4.4-7.3 % |
| Дуговая лампа        | Дуговые ртутные металлогалогенные лампы | 50-90 (зависит от индекса цветопередачи) | 7.3-8.0 % |
| Газоразрядная лампа  | Натриевая лампа высокого давления       | 150                                      | 22 %      |
| Газоразрядная лампа  | Натриевая лампа низкого давления        | 183 — 200                                | 27-29 %   |
| Газоразрядная лампа  | Металлогалогенная лампа                 | 65-115                                   | 9.5-17 %  |
| Газоразрядная лампа  | 1400 Вт Серная лампа                    | 100                                      | 15 %      |
| Теоретический предел |                                         | 683.002                                  | 100 %     |